# 5-я дивизия морской пехоты (США)
5-я дивизия морской пехоты — бывшая дивизия Корпуса морской пехоты США.
5-я дивизия морской пехоты была сформирована 11 ноября 1943 года. Штаб дивизии официально начал свою работу 1 декабря на базе Camp Pendleton. Официальной датой создания считается 21 января 1944 года.
Первое боевое применение получила во время битвы за Иводзиму в 1945 году, где дивизия понесла наибольшие потери из трех дивизий морской пехоты. Пятая дивизия должна была стать частью корпуса запланированного для вторжения на японские острова, но операция не состоялась из-за капитуляции Японии. Деактивирована 5 февраля 1946 года. За время войны потери составили: 2501 убитых, 5948 раненных.
Вновь создана 1 марта 1966 года в Кэмп-Пендлтоне, штат Калифорния для участия в войне во Вьетнаме. 26-й полк дивизии участвовал в обороне Кхе Сань, а 27-й полк привлекался в операции «Аллен Брук» в феврале 1968 года. Своими действиям дивизия была удостоена похвальной грамоты президента США. В сентябре 1968 года дивизия стала первой крупной боевой единицей, возвращенной домой после войны во Вьетнаме. 5-я дивизия деактивирована 26 ноября 1969 года.

## Организационная структура
Во время Второй мировой войны:
- Штабной батальон
- 13-й пехотный полк
- 26-й пехотный полк
- 27-й пехотный полк
- 28-й пехотный полк
- 5-й батальон инженерного обеспечения
- 5-й сапёрный батальон
- 6-й танковый батальон
- 5-й батальон тылового обеспечения
- 5-й медицинско-санитарный батальон
- 5-й автомобильный батальон
- 5-й десантный батальон высадки (плавающих транспортёров)
- 3-й десантный батальон высадки
- 11-й десантный батальон высадки
- 5-й объединённый штурмовой сигнальный батальон
- 2-й десантный батальон высадки
- 27-й учебный батальон
- 31-й учебный батальон
- 5-я разведывательная эскадрилья (США)
- 11-й десантный батальон высадки
- 6-й кинологический взвод

Во время войны во Вьетнаме:
- 13-й пехотный полк
- 26-й пехотный полк
- 27-й пехотный полк
- 3-й батальон военной полиции
- 5-й батальон военной полиции

## Командиры дивизии
- генерал-майор Келлер Рокки (4 февраля 1944 — 25 июня 1945)
- генерал-майор Томас Бурк (25 июня 1945 — 5 февраля 1946)